# Bejaria
Bejaria es un género con 15 especies de plantas  perteneciente a la familia Ericaceae.

## Descripción
Son arbustos o árboles pequeños. Hojas alternas, perennes, pecioladas, subcoriáceas a membranáceas, pinnatinervias, los márgenes enteros o rara vez denticulados, aplanados a revolutos. Inflorescencias terminales o axilares, racemosas a corimbosas; brácteas florales 1, pequeñas a foliiformes; pedicelos continuos con el cáliz; bractéolas 2. Flores (5-)7(-8)-meras, a veces fragantes, la estivación imbricada; lobos del cáliz libres; corola con los pétalos distintos, vistosos, imbricados o patentes, blancos a rosados o rojos; estambres 10-20, iguales, más del doble de los pétalos o más, aproximadamente del largo de los pétalos; filamentos distintos, la base dilatada y densamente pelosa; anteras oblongo-obcónicas, ligeramente aristadas, dehiscentes por poros apicales, el tejido de desintegración ausente; polen con hilos de viscina; ovario súpero, 6-7-locular; estigma capitado, 7-sulcado. Frutos en cápsulas subglobosas, septicidamente 7-valvados desde el ápice, el ápice deprimido; semillas numerosas.

## Distribución
Se distribuyen por Estados Unidos, México, Mesoamérica, Colombia, Venezuela, Guyana, Ecuador, Perú, Bolivia, Antillas.

## Taxonomía
El género fue descrito por Mutis ex L. y publicado en Mantissa Plantarum 2: 152, 242–243. 1771. La especie tipo es: Bejaria aestuans Mutis ex L. 

## Especies aceptadas
A continuación se brinda un listado de las especies del género Bejaria aceptadas hasta febrero de 2014, ordenadas alfabéticamente. Para cada una se indica el nombre binomial seguido del autor, abreviado según las convenciones y usos, y en su caso el nombre común.
- Bejaria aestuans - Payama[3]
- Bejaria cubensis
- Bejaria imthurnii
- Bejaria infundibula
- Bejaria ledifolia
- Bejaria mathewsii
- Bejaria nana
- Bejaria neblinensis
- Bejaria racemosa
- Bejaria resinosa
- Bejaria sprucei
- Bejaria steyermarkii
- Bejaria subsessilis
- Bejaria tachirensis
- Bejaria zamorae